# Gran Premio de Francia de Motociclismo de 1977
El Gran Premio de Francia de Motociclismo de 1977 fue la sexta prueba de la temporada 1977 del Campeonato Mundial de Motociclismo. El Gran Premio se disputó el 29 de mayo de 1977 en el Circuito Paul Ricard.

## Resultados 500cc
En la categoría reina, cuarta victoria del británico Barry Sheene, que se destaca en la clasificación general. El italiano Giacomo Agostini acabó segundo después de realizar una remontada excepcional.
| Pos.     | Piloto                | Moto   | Tiempo     | Pts. |
| -------- | --------------------- | ------ | ---------- | ---- |
| 1        | Barry Sheene          | Suzuki | 48' 00" 73 | 15   |
| 2        | Giacomo Agostini      | Yamaha | +3" 34     | 12   |
| 3        | Steve Baker           | Yamaha | +15" 64    | 10   |
| 4        | Gianfranco Bonera     | Suzuki | +18" 17    | 8    |
| 5        | Philippe Coulon       | Suzuki | +19" 74    | 6    |
| 6        | Steve Parrish         | Suzuki | +23" 77    | 5    |
| 7        | Teuvo Länsivuori      | Suzuki | +30" 48    | 4    |
| 8        | Virginio Ferrari      | Suzuki | +30" 68    | 3    |
| 9        | Armando Toracca       | Suzuki | +40" 89    | 2    |
| 10       | Pat Hennen            | Suzuki | +55" 55    | 1    |
| 11       | Christian Estrosi     | Suzuki | +1' 00" 25 |      |
| 12       | Boet van Dulmen       | Suzuki | +1' 10" 77 |      |
| 13       | Warren Willing        | Yamaha | +1' 12" 95 |      |
| 14       | John Woodley          | Suzuki | +1' 55" 22 |      |
| 15       | Gianni Rolando        | Suzuki | +2' 07" 59 |      |
| 16       | Jean-Philippe Orban   | Suzuki | +1 Vuelta  |      |
| 17       | Helmut Kassner        | Suzuki | +1 Vuelta  |      |
| 18       | Markku Matikainen     | Suzuki | +1 Vuelta  |      |
| 19       | Carlos de San Antonio | Suzuki | +1 Vuelta  |      |
| Ret      | Michel Rougerie       | Suzuki | Ret        |      |
| Ret      | Marco Lucchinelli     | Suzuki | Ret        |      |
| Ret      | Nico Cereghini        | Suzuki | Ret        |      |
| Ret      | Wil Hartog            | Suzuki | Ret        |      |
| Ret      | Anton Mang            | Suzuki | Ret        |      |
| Ret      | John Williams         | Suzuki | Ret        |      |
| Ret      | Bernard Fau           | Suzuki | Ret        |      |
| Ret      | Stu Avant             | Suzuki | Ret        |      |
| Ret      | André Pogolotti       | Suzuki | Ret        |      |
| Ret      | Hervé Moineau         | Suzuki | Ret        |      |
| Ret      | John Newbold          | Suzuki | Ret        |      |
| Ret      | Max Wiener            | Suzuki | Ret        |      |
| Ret      | Alex George           | Suzuki | Ret        |      |
| Ret      | Karl Auer             | Yamaha | Ret        |      |
| Ret      | Børge Nielsen         | Suzuki | Ret        |      |
| Ret      | Graziano Rossi        | Suzuki | Ret        |      |
| Ret      | Claude Ben El Hadj    | Suzuki | Ret        |      |
| DNS      | Daniel Rouge          | Yamaha | DNS        |      |
| DNQ      | Hans-Otto Butenuth    | Yamaha | DNQ        |      |
| DNQ      | Kaj Jensen            | Yamaha | DNQ        |      |
| DNQ      | Franz Heller          | Suzuki | DNQ        |      |
| DNQ      | Eric Offenstadt       |        | DNQ        |      |
| DNQ      | Alain Pujo            | Yamaha | DNQ        |      |
| DNQ      | Pieraldo Cipriani     | Paton  | DNQ        |      |
| DNQ      | Cesare Naeli          | Suzuki | DNQ        |      |
| DNQ      | Olivier Dillemann     | DNQ    |            |      |
| DNQ      | Ingo Riemer           | Suzuki | DNQ        |      |
| DNQ      | Jack Findlay          | Suzuki | DNQ        |      |
| Sources: |                       |        |            |      |

## Resultados 350cc
En 350 cc, segunda victoria de la temporada del japonés Takazumi Katayama, que no tuvo rival para llegar distanciado. El sudafricano Jon Ekerold fue segundo a mucha distancia de Bruno Kneubühler.
| Pos. | Piloto               | Moto              | Tiempo     | Pts. |
| ---- | -------------------- | ----------------- | ---------- | ---- |
| 1    | Takazumi Katayama    | Yamaha            | 49' 23" 00 | 15   |
| 2    | Jon Ekerold          | Yamaha            | +24" 77    | 12   |
| 3    | Bruno Kneubühler     | Yamaha            | +44" 44    | 10   |
| 4    | Vic Soussan          | Yamaha            | +48" 49    | 8    |
| 5    | Eero Hyvärinen       | Yamaha            | +48" 78    | 6    |
| 6    | John Dodds           | Yamaha            | +49" 80    | 5    |
| 7    | Tom Herron           | Yamaha            | +54" 68    | 4    |
| 8    | Olivier Chevallier   | Yamaha            | +1' 04" 55 | 3    |
| 9    | Pekka Nurmi          | Yamaha            | +1' 04" 97 | 2    |
| 10   | John Newbold         | Yamaha            | +1' 13" 71 | 1    |
| 11   | Giacomo Agostini     | Yamaha            | +1' 38" 90 |      |
| 12   | Jean-Claude Hogrel   | Yamaha            | +2' 04" 15 |      |
| 13   | Børge Nielsen        | Yamaha            | +2' 09" 55 |      |
| 14   | Thierry Espié        | Yamaha            | +2' 20" 82 |      |
| 15   | Helmut Kassner       | Yamaha            | +3' 05" 02 |      |
| 16   | Bernard Fau          | Yamaha            | +1 Vuelta  |      |
| 17   | Ken Nemoto           | Yamaha            | +1 Vuelta  |      |
| 18   | Pierre Soulas        | Yamaha            | +1 Vuelta  |      |
| 19   | Roland Faesser       | Yamaha            | +1 Vuelta  |      |
| 20   | Pierre Tocco         | Yamaha            | +1 Vuelta  |      |
| Ret  | Patrick Pons         | Yamaha            | Ret        |      |
| Ret  | Alan North           | Yamaha            | Ret        |      |
| Ret  | Éric Saul            | Yamaha            | Ret        |      |
| Ret  | Vanes Francini       | Yamaha            | Ret        |      |
| Ret  | Michel Frutschi      | Yamaha            | Ret        |      |
| Ret  | Michel Rougerie      | Yamaha            | Ret        |      |
| Ret  | Giuseppe Consalvi    | Yamaha            | Ret        |      |
| Ret  | Tapio Virtanen       | Yamaha            | Ret        |      |
| Ret  | Roland Freymond      | Yamaha            | Ret        |      |
| Ret  | Raymond Roche        | Yamaha            | Ret        |      |
| Ret  | Christian Sarron     | Yamaha            | Ret        |      |
| Ret  | Karl Auer            | Yamaha            | Ret        |      |
| Ret  | Jean-Claude Meilland | Yamaha            | Ret        |      |
| Ret  | Mario Lega           | Bakker-Morbidelli | Ret        |      |
| Ret  | Sven Andersson       | Yamaha            | Ret        |      |
| Ret  | Markku Matikainen    | Yamaha            | Ret        |      |
| Ret  | Pentti Korhonen      | Yamaha            | Ret        |      |
| DNS  | Franco Uncini        | Harley-Davidson   | DNS        |      |
| DNQ  | Alain Pujo           | Yamaha            | DNQ        |      |
| DNQ  | Víctor Palomo        | Yamaha            | DNQ        |      |
| DNQ  | Walter Villa         | Harley-Davidson   | DNQ        |      |
| DNQ  | Philippe Bouzanne    | Yamaha            | DNQ        |      |
| DNQ  | Tony Carey           | Yamaha            | DNQ        |      |
| DNQ  | José Cecotto         | Yamaha            | DNQ        |      |
| DNQ  | Franz Meier          | Yamaha            | DNQ        |      |
| DNQ  | Jean-Jacques Coq     | Yamaha            | DNQ        |      |
| DNQ  | Leif Gustafsson      | Yamaha            | DNQ        |      |
| DNQ  | Franco Marchegiani   | Yamaha            | DNQ        |      |
| DNQ  | Massimo Matteoni     | Yamaha            | DNQ        |      |
| DNQ  | Yo-Chan Matsumoto    | Yamaha            | DNQ        |      |
| DNQ  | Seppo Rossi          | Yamaha            | DNQ        |      |
| DNQ  | Werner Schmied       | Yamaha            | DNQ        |      |
| DNQ  | André Gouin          | Yamaha            | DNQ        |      |

## Resultados 250cc
En el cuarto de litro, dueto de sudafricanos en el podio con Jon Ekerold primero y Alan North, segundo. Se retiraron las tres Kawasaki, mientras que Harley-Davidson mostró una ligera mejoría respecto al carrera anterior (Walter Villa fue 23º y Franco Uncini se retiró).
| Pos. | Piloto              | Moto            | Tiempo     | Pts. |
| ---- | ------------------- | --------------- | ---------- | ---- |
| 1    | Jon Ekerold         | Yamaha          | 46' 29" 19 | 15   |
| 2    | Alan North          | Yamaha          | +6" 05     | 12   |
| 3    | Vic Soussan         | Yamaha          | +6" 70     | 10   |
| 4    | Mario Lega          | Morbidelli      | +7" 12     | 8    |
| 5    | Guy Bertin          | Yamaha          | +16" 86    | 6    |
| 6    | Bruno Kneubühler    | Yamaha          | +19" 78    | 5    |
| 7    | Tom Herron          | Yamaha          | +22" 99    | 4    |
| 8    | Takazumi Katayama   | Yamaha          | +24" 63    | 3    |
| 9    | Eero Hyvärinen      | Yamaha          | +34" 16    | 2    |
| 10   | John Dodds          | Yamaha          | +38" 71    | 1    |
| 11   | Éric Saul           | Yamaha          | +39" 75    |      |
| 12   | Olivier Chevallier  | Yamaha          | +40" 17    |      |
| 13   | Pekka Nurmi         | Yamaha          | +46" 99    |      |
| 14   | Jean-Claude Hogrel  | Yamaha          | +1' 10" 46 |      |
| 15   | Clive Horton        | Yamaha          | +1' 10" 76 |      |
| 16   | Alain Beraud        | Yamaha          | +1' 11" 43 |      |
| 17   | Pascal Renaudat     | Harley-Davidson | +1' 31" 37 |      |
| 18   | Roland Faesser      | Yamaha          | +1' 31" 66 |      |
| 19   | Franco Solaroli     | Yamaha          | +1' 33" 04 |      |
| 20   | Ken Nemoto          | Yamaha          | +1' 42" 74 |      |
| 21   | Pierre Guy          | Yamaha          | +2' 06" 85 |      |
| 22   | Bruno Briquet       | Yamaha          | +2' 13" 25 |      |
| 23   | Walter Villa        | Harley-Davidson | +3 Vueltas |      |
| 24   | Guy Battesti        | Yamaha          | +4 Vueltas |      |
| Ret  | Barry Ditchburn     | Kawasaki        | Ret        |      |
| Ret  | Akihiko Kiyohara    | Kawasaki        | Ret        |      |
| Ret  | Christian Sarron    | Yamaha          | Ret        |      |
| Ret  | Aldo Nannini        | Yamaha          | Ret        |      |
| Ret  | Michel Frutschi     | Yamaha          | Ret        |      |
| Ret  | Franco Uncini       | Harley-Davidson | Ret        |      |
| Ret  | Mick Grant          | Kawasaki        | Ret        |      |
| Ret  | Jean-François Baldé | Yamaha          | Ret        |      |
| Ret  | Denis Boulom        | Yamaha          | Ret        |      |
| Ret  | Pentti Korhonen     | Yamaha          | Ret        |      |
| Ret  | Philippe Bouzanne   | Yamaha          | Ret        |      |
| Ret  | Patrick Pons        | Yamaha          | Ret        |      |
| DNQ  | Sauro Pazzaglia     | Yamaha          | DNQ        |      |
| DNQ  | Chas Mortimer       | Yamaha          | DNQ        |      |
| DNQ  | Víctor Palomo       | Yamaha          | DNQ        |      |
| DNQ  | Pierluigi Conforti  | Morbidelli      | DNQ        |      |
| DNQ  | Giovanni Ziggiotto  | Yamaha          | DNQ        |      |
| DNQ  | Giovanni Pelletier  | Yamaha          | DNQ        |      |
| DNQ  | Harald Bartol       | Yamaha          | DNQ        |      |
| DNQ  | Per-Edvard Carlsson | Yamaha          | DNQ        |      |
| DNQ  | José Cecotto        | Yamaha          | DNQ        |      |
| DNQ  | Giuseppe Consalvi   | Yamaha          | DNQ        |      |
| DNQ  | Bob Coulter         | Yamaha          | DNQ        |      |
| DNQ  | René Delaby         | Yamaha          | DNQ        |      |
| DNQ  | Roland Freymond     | Yamaha          | DNQ        |      |
| DNQ  | Hervé Guilleux      | Yamaha          | DNQ        |      |
| DNQ  | Leif Gustafsson     | Yamaha          | DNQ        |      |
| DNQ  | Hervé Moineau       | Yamaha          | DNQ        |      |
| DNQ  | Thierry Noblesse    | Yamaha          | DNQ        |      |
| DNQ  | Seppo Rossi         | Yamaha          | DNQ        |      |
| DNQ  | Jan Ubels           | Buton 2 Tact    | DNQ        |      |
| DNQ  | André Gouin         | Yamaha          | DNQ        |      |
| DNQ  | Franck Gross        | Yamaha          | DNQ        |      |

## Resultados 125cc
En 125, el italiano Pier Paolo Bianchi se proclama campeón de la cilindrada de forma virtual. En este Gran Premio, las Morbidelli donde Eugenio Lazzarini no se entrometió en la victoria de su compañero de equipo.
| Pos. | Piloto                  | Moto       | Tiempo     | Pts. |
| ---- | ----------------------- | ---------- | ---------- | ---- |
| 1    | Pier Paolo Bianchi      | Morbidelli | 43' 08" 68 | 15   |
| 2    | Eugenio Lazzarini       | Morbidelli | +17" 34    | 12   |
| 3    | Harald Bartol           | Morbidelli | +1' 16" 57 | 10   |
| 4    | Gert Bender             | Bender     | +1' 47" 51 | 8    |
| 5    | Jean-Louis Guignabodet  | Morbidelli | +1' 48" 88 | 6    |
| 6    | Giovanni Ziggiotto      | Morbidelli | +1' 50" 81 | 5    |
| 7    | Sauro Pazzaglia         | Morbidelli | +1' 51" 35 | 4    |
| 8    | Julien van Zeebroeck    | Morbidelli | +2' 03" 09 | 3    |
| 9    | Maurizio Massimiani     | Morbidelli | +2' 03" 72 | 2    |
| 10   | Pierluigi Conforti      | Morbidelli | +2' 07" 34 | 1    |
| 11   | Walter Koschine         | Morbidelli | +2' 23" 58 |      |
| 12   | Yves Dupont             | Morbidelli | +2' 27" 29 |      |
| 13   | Matti Kinnunen          | Morbidelli | +1 Vuelta  |      |
| 14   | Thierry Noblesse        | Morbidelli | +1 Vuelta  |      |
| 15   | François Granon         | Morbidelli | +1 Vuelta  |      |
| 16   | Enrico Cereda           | Morbidelli | +1 Vuelta  |      |
| 17   | Patrick Hérouard        | Morbidelli | +1 Vuelta  |      |
| 18   | Horst Seel              | Seel       | +1 Vuelta  |      |
| 19   | Ernst Fagerer           | Morbidelli | +1 Vuelta  |      |
| 20   | Laurent Gomis           | Morbidelli | +1 Vuelta  |      |
| 21   | Claude Gorry            | Morbidelli | +1 Vuelta  |      |
| 22   | Luigi Rinaudo           | Morbidelli | +1 Vuelta  |      |
| 23   | Gilles Delente          | Morbidelli | +1 Vuelta  |      |
| 24   | Patrick Galland         | Morbidelli | +1 Vuelta  |      |
| 25   | Hagen Klein             | Morbidelli | +1 Vuelta  |      |
| 26   | Werner Schmied          | Rotax      | +1 Vuelta  |      |
| 27   | Guido Mancini           | Morbidelli | +1 Vuelta  |      |
| Ret  | Anton Mang              | Morbidelli | Ret        |      |
| Ret  | Pieraldo Cipriani       | Morbidelli | Ret        |      |
| Ret  | Per-Edvard Carlsson     | Morbidelli | Ret        |      |
| Ret  | Stefan Dörflinger       | Morbidelli | Ret        |      |
| Ret  | Jacky Hutteau           | Morbidelli | Ret        |      |
| Ret  | Italo Zerbini           | Morbidelli | Ret        |      |
| Ret  | Xaver Tschannen         | Bender     | Ret        |      |
| Ret  | Auno Hakala             | Morbidelli | Ret        |      |
| Ret  | Ermanno Giuliano        | Morbidelli | Ret        |      |
| Ret  | Claude Willette         | Morbidelli | Ret        |      |
| Ret  | Marc-Antoine Constantin | Morbidelli | Ret        |      |
| DNQ  | Willy Pérez             | Yamaha     | DNQ        |      |
| DNQ  | Peter van Niel          | Morbidelli | DNQ        |      |
| DNQ  | Germano Zanetti         | Morbidelli | DNQ        |      |
| DNQ  | Manfred Kugler          | Morbidelli | DNQ        |      |
| DNQ  | Jean-Claude Selini      | Morbidelli | DNQ        |      |
| DNQ  | Daniel Roche            | Morbidelli | DNQ        |      |
| DNQ  | Jan Ubels               | Buton      | DNQ        |      |
| DNQ  | Pierre Cecchini         | Maico      | DNQ        |      |
| DNQ  | Bernard Otto            | Maico      | DNQ        |      |
| DNQ  | Rino Pretelli           | Morbidelli | DNQ        |      |
| DNQ  | Ángel Nieto             | Bultaco    | DNQ        |      |
| DNQ  | Gérard Boniou           | Morbidelli | DNQ        |      |
| DNQ  | Bruno di Carlo          | Morbidelli | DNQ        |      |
| DNQ  | Jacques Collas          | Morbidelli | DNQ        |      |
| DNQ  | Jorge Navarette         | Bultaco    | DNQ        |      |
| DNQ  | János Drapál            | Morbidelli | DNQ        |      |